# Мун Сон Мін
Мун Сон Мін (кор. 문선민, нар. 9 червня 1992, Сеул) — південнокорейський футболіст, півзахисник клубу «Інчхон Юнайтед».
Виступав, зокрема, за клуби «Естерсунд» та «Юргорден», а також національну збірну Південної Кореї.

## Клубна кар'єра
Народився 9 червня 1992 року в місті Сеул. Після закінчення середньої школи в 2010 році Мун взяв участь у конкурсі Nike, який спонсорував конкурс «The Chance» на початку 2011 року. Мун став одним із восьми переможців, які влітку отримали шанс переїхати до Англії та приєднатися до академії Nike.
Саме в Академії Nike був відзначений англійським тренером Гремом Поттером, який був там, щоб переглянути іншого гравця академії, ганця Девіда Аккама. В підсумку Поттер забрав гравців до себе у шведський клуб «Естерсунд», що грав у третьому за рівнем дивізіоні.
Наприкінці першого сезону 2012 року клуб вийшов у другий за рівнем дивізіон, де і продовжив виступи. 2014 року Сон Мін отримав нагороду найкращого гравця сезону в «Естерсунді». Сезон 2015 року кореєць також розпочав основним гравцем, а розіграш завершилися першим виходом клубу в Аллсвенскан в історії клубу. Тим не менш сам Мун провів у команді лише першу половину сезону і 17 липня 2015 року перейшов у «Юргорден». Кореєць дебютував за клуб у дербі проти АІКа (0:1), ставши першим південнокорейцем, що зіграв у Аллсвенскан. Тим не менш у новій команді основним не став і в кінці сезону 2016 року покинув команду.
На початку 2017 року підписав контракт з «Інчхон Юнайтед». Станом на 2 червня 2018 року відіграв за команду з міста Інчхона 44 матчі в національному чемпіонаті.

## Виступи за збірні
2009 року дебютував у складі юнацької збірної Південної Кореї, взяв участь у 3 іграх на юнацькому рівні.
28 травня 2018 року дебютував в офіційних матчах у складі національної збірної Південної Кореї в товариській грі проти збірної Гондурасу (2:0), в якому відразу відзначився голом.
У складі збірної був учасником чемпіонату світу 2018 року у Росії.
| Дата       | Місто  | Господарі      | Результат | Гості                | Турнір           | Голи | Примітки |
| ---------- | ------ | -------------- | --------- | -------------------- | ---------------- | ---- | -------- |
| 28-05-2018 | Тегу   | Південна Корея | 2 – 0     | Гондурас             | товариський матч | 1    | 56' 72'  |
| 01-06-2018 | Чонджу | Південна Корея | 1 – 3     | Боснія і Герцеговина | товариський матч | -    | 80'      |
| Усього     |        | Матчів         | 2         |                      | Голів            | 1    |          |

## Титули і досягнення
- Переможець Кубка Східної Азії (1):

Південна Корея: 2019